# Rudarska industrija Demokratske Republike Kongo
Rudarska industrija Demokratske Republike Kongo (francuski: Industrie minière de la République Démocratique du Congo) proizvodi bakar, dijamante, tantal, kalaj, zlato i više od 70% svetske proizvodnje kobalta. Minerali i nafta su centralni za ekonomiju DRC-a, čineći više od 95% vrednosti izvoza zemlje.
Prema izveštaju iz 2011. godine, ukupna vrednost glavnih mineralnih rezervi u DRC iznosila je ukupno preko 300 milijardi američkih dolara u to vreme. Rudarska industrija u DRC-u se uglavnom sastoji od privatnih, velikih industrijskih rudnika, poluindustrijskih i zanatskih rudnika. Dok privatni sektor preuzima velike operacije, oni se u velikoj meri oslanjaju na zanatsko rudarenje za ekstrahovanje resursa. Ove industrije zajedno sa neprofitnim organizacijama kontinuirano menjaju svoje smernice kako DRC postaje sve poželjniji izvor zbog njihovih vrednih minerala.
Rudarstvo u DRC-u odvijalo se počevši od 14. veka i veoma je prisutno i danas. Ono je praćeno masovnim pljačkama koje su zaustavile mnoge velike projekte. Glavne zemlje uključene u rudarske operacije u DRC-u su Kanada i Kina, zajedno sa 25 drugih međunarodnih rudnika aktivnih u ovoj oblasti. Dok tehnološke kompanije teže održivoj proizvodnji i potrošnji svojih proizvoda koristeći kobalt, to se često postiže radom zanatskog rudarenja u opasnim i nepravednim radnim uslovima. Proces rudarenja i eksploatacije u bilo kojoj oblasti ima negativan uticaj na životnu sredinu i one koji u njoj žive, međutim, DRC se suočio sa mnogim aktima ekološke nepravde, uključujući dečiji rad u fatalnim uslovima, eksploataciju radnika i raseljavanje.

## Literatura
- Coghlan, Benjamin;  . (2006-01-07). „Mortality in the Democratic Republic of Congo: a nationwide survey.”. The Lancet. 367 (9504): 44—51. PMID 16399152. S2CID 2400082. doi:10.1016/S0140-6736(06)67923-3.
- „Congo, Democratic Republic of the.”. CIA World Fact Book. 2009. Приступљено 2009-05-20.
- DRC: Powering Change or Business as Usual? (Извештај). Amnesty International. 11. 9. 2023. Архивирано из оригинала 20. 9. 2023. г.
- „Mortality in the Democratic Republic of Congo: a nationwide survey.” (PDF). Архивирано из оригинала (PDF) 2009-04-18. г.
- Siy, Alexandra (1993). The Efe: People of the Ituri Rainforest. New York: Dillon Press. ISBN 0875185517.
- Söderberg, Mattias (2006-02-22). „Is there blood on your mobile phone?”. DanChurchAid. Архивирано из оригинала 2009-07-09. г. Приступљено 2009-05-20.
- Wolfire, Deanna M.; Brunner, Jake; Sizer, Nigel (јун 1998). „Forests and the Democratic Republic of Congo. Opportunity in a time of crisis.” (PDF). World Resources Institute. Приступљено 2009-05-20.

## Spoljašnje veze
- First Blood Diamonds, Now Blood Computers? by Elizabeth Dias, Time Magazine, July 24, 2009
- Mining Concessions in the DR Congo, International Peace Information Service.  Interactive, searchable map of all mining concessions in the Democratic Republic of the Congo, based on Cadastre Minier (CaMi) data, July 27, 2010.
- Thomas R. Yager (јун 2014). „The Mineral Industry of Congo (Kinshasa)” (PDF). 2012 Minerals Yearbook. U.S. Geological Survey. стр. 11. Приступљено 19. 5. 2016.[мртва веза]
- Mining security in Africa Архивирано на веб-сајту  (28. март 2022)